# Province unite dell'India britannica
Le Province unite dell'India britannica (in inglese: United Provinces of British India), talvolta indicate semplicemente come Province Unite, erano una agenzia dell'India britannica.
Esse corrispondevano approssimativamente alle attuali regioni dell'Uttar Pradesh e dell'Uttarakhand combinate tra loro. Cessò di esistere il 1 aprile 1937 quando venne rinominata "Province Unite". Lucknow era la capitale della provincia.

## Divisioni amministrative
Le province unite dell'India britannica includevano 9 divisioni con 48 distretti.
- divisione di Meerut
  - distretto di Meerut
  - distretto di Dehra Dun
  - distretto di Saharanpur
  - distretto di Muzaffarnagar
  - distretto di Bulandshahr
  - distretto di Aligarh
- divisione di Agra
  - distretto di Muttra (Mathura)
  - distretto di Agra
  - distretto di Farrukhabad
  - distretto di Mainpuri
  - distretto di Etawah
  - distretto di Etah
- divisione di Rohilkhand
  - distretto di Bijnaur (Bijnor)
  - distretto di Moradabad
  - distretto di Budaun
  - distretto di Bareilly
  - distretto di Shahjahanpur
  - distretto di Pilibhit
- divisione di Allahabad
  - distretto di Cawnpore (Kanpur)
  - distretto di Fatehpur
  - distretto di Banda
  - distretto di Allahabad
  - distretto di Hamirpur
  - distretto di Jhansi
  - distretto di Jalaun
- divisione di Benares
  - distretto di Mirzapur
  - distretto di Benares
  - distretto di Jaunpur
  - distretto di Ghazipur
  - distretto di Ballia
- divisione di Gorakhpur
  - distretto di Azamgarh
  - distretto di Gorakhpur
  - distretto di Basti
- divisione di Kumaun
  - distretto di Almora
  - distretto di Naini Tal
  - distretto di Garhwal
- divisione di Lucknow
  - distretto di Lucknow
  - distretto di Unao (Unnao)
  - distretto di Rae Bareli
  - distretto di Hardoi
  - distretto di Sitapur
  - distretto di Kheri
- divisione di Faizabad
  - distretto di Faizabad
  - distretto di Bahraich
  - distretto di Gonda
  - distretto di Sultanpur
  - distretto di Bara Banki
  - distretto di Partabgarh

### Stati principeschi
- Rampur
- stato di Tehri-Garhwal

## Diarchia (1920–37)
Il Government of India Act 1919 espanse il consiglio legislativo delle Province Unite a 123 seggi per includere più membri eletti indiani nativi. Le riforme introdussero inoltre il principio della diarchia secondo il quale alcune responsabilità governative venivano trasferite a ministri eletti come nel caso della gestione dell'agricoltura, della salute pubblica, dell'educazione e del governo locale. Ad ogni modo i portafogli più significativi come finanze, polizia ed irrigazione rimasero nelle mani del consiglio esecutivo del governatore. Alcuni membri e ministri nelle Province Unite furono Mohammad Ali Mohammad Khan (interno), C. Y. Chintamani (educazione e industrie) e Jagat Narain Mulla (autogoverno locale).